# Emanuel Mendez da Costa
Emanuel Mendez da Costa, född den 5 juni 1717, död den 31 maj 1791, var en engelsk botaniker, naturhistoriker, filosof och samlare av viktiga anteckningar och dokument. Han var en av de första judiska ledamöterna i Royal Society i London och blev dess bibliotekarie. Da Costa var även ledamot i Society of Antiquaries samt medlem i Società Botanica Italiana, Aurelian Society och Spalding Gentlemen's Society.
Bland hans publikationer finns A Natural History of Fossils (1757), An Introduction to the Knowledge of Shells (1776), British Conchology (1778) samt en rad artiklar i olika vetenskapliga publikationer.  